# Нордхаген, Кристин
Кристин Нордхаген-Вирлинг (англ. Christine Nordhagen-Vierling; 26 июня 1971, Валхалла-Сентер, Альберта, Канада) — канадская спортсменка, занималась вольной борьбой, шестикратная чемпионка мира, двукратная победитель панамериканских чемпионатов, участница Олимпийских игр.

## Спортивная карьера
Нордхаген начала заниматься борьбой в 20-летнем возрасте. Она является выпускницей Альбертского университета. Она выиграла шесть золотых медалей чемпионатов мира, четыре из которых: 1994, 1996, 2000 и 2001 были добыты в Софии (70 кг в 1994 и 1996 годах, 75 кг в 2000 году и 68 кг в 2001 году), в 1997 году во французском Клермон-Ферране, и в 1998 году в Познани (обе 68 кг). В 1993 году она стала серебряным призёром чемпионата мира 1993 года в норвежском Ставерне, также она завоевала бронзовую медаль в 1999 году в шведском Будене. На летних Олимпийских играх 2004 года в Афинах она заняла 5-е место в весовой категории до 72 кг. Она ушла из соревнований через год после Афинских игр.
Нордхаген впервые начала выигрывать титулы на первом национальном чемпионате Канады в 1992 году. Когда она начала участвовать в чемпионатах мира в 1993 году, в борьбе было зарегистрировано менее 150 канадских женщин. К тому времени, как она ушла из спорта, в борьбе было зарегистрировано более 4000 женщин, не считая незарегистрированных девочек на уровне средней школы, по словам Грега Матье, исполнительного директора Канадской ассоциации любительской борьбы.
Нордхаген помогла впервые включить женскую борьбу в программу Олимпийских игр в Афинах в 2004 году, где она заняла пятое место.

## Воспитание и мотивация
Нордхаген говорит, что она никогда не бегала хорошо, используя ненависть в качестве эмоционального топлива, как это делают некоторые спортсмены. Ее modus operandi включал в себя улыбку уверенности и трудовую этику девушки, выросшей на ферме, где труд не имел гендерных различий.

«В фермерской семье другая точка зрения», — сказала она. «У меня была мать, которая делала все, что делал мой отец, потому что на ферме, где выращивают зерно и скот, все должно быть сделано... Были некоторые гендерные стереотипы — она готовила больше, чем мой отец, — но она также чинила машины, носила грузы. Для меня не было возможности сказать, что я не могу что-то делать, потому что я женщина».

## Тренерская карьера
Нордхаген и бывшая чемпионка мира по велоспорту на треке Таня Дубникофф были среди нескольких уходящих завершивших карьеру спортсменок, которых Ассоциация тренеров Канады призвала в специальную программу обучения, чтобы помочь сохранить и передать опыт новому поколению. В 2006 году, помимо поддержания плотного графика в качестве мотивационного оратора и образца для подражания для студентов (при спонсорской поддержке нефтегазовых компаний Альберты), Нордхаген начала тренировать канадских юниорок.

## Зал славы
26 июня 2006 года муж и давний тренер Нордхаген, Лей Вирлинг, в 2006 году получил телефонный звонок, чтобы сообщить Кристине, что она была включена в Международный зал славы борьбы. Она стала первой канадкой и первой женщиной, включенной в зал Международной федерацией борьбы (FILA), международным и олимпийским руководящим органом борьбы. Церемония должна была состояться во время чемпионата мира по борьбе с 23 сентября по 2 октября в китайском Гуанчжоу. Постоянная экспозиция почетных гостей размещена в Зале славы и музее борьбы в американском Стиллуотере, штат Оклахома. Нордхаген была включена в Зал славы и музей спорта Альберты в мае 2010 года за её достижения в борьбе.
Нордхаген — одна из девяти борцов, включенных в Зал славы в 2006 году. На счёту этой категории 30 индивидуальных мировых титулов и восемь золотых олимпийских медалей.

## Личная жизнь
У нее два брата и две сестры. Она вышла замуж за своего тренера Лея Вирлинга в 1999 году.